# Cure psychanalytique
Ne doit pas être confondu avec Psychothérapie psychanalytique.
 (avril 2017).
Si vous disposez d'ouvrages ou d'articles de référence ou si vous connaissez des sites web de qualité traitant du thème abordé ici, merci de compléter l'article en donnant les références utiles à sa vérifiabilité et en les liant à la section « Notes et références ».
La cure psychanalytique est le processus de connaissance de soi en même temps que le processus thérapeutique proposé par la psychanalyse.
Une cure classique (ou cure type) est structurée en séances qui se déroulent dans un cadre précis, en partie discuté entre l’analysant (le  patient) et le psychanalyste avant le début de la cure et dans le respect de quatre règles fondamentales.

## Histoire et évolution
Sigmund Freud a progressivement définit les règles de la cure, en particulier le dispositif fondé sur l'organisation de l'espace divan-fauteuil. Ces règles ont encore évolué après la mort de Freud et font parfois l’objet de désaccord entre les différentes écoles de psychanalyse.
Freud considéra, en un premier temps, le transfert comme un obstacle à la cure, avant de se mettre à l'étudier et à l'utiliser. De même, le contre-transfert lui parut d'abord négatif, mais il est à présent utilisé par les psychanalystes comme un moyen de comprendre le transfert du patient et d'avoir accès à ses propres réactions inconscientes. Ainsi d'une cure à l'autre, le psychanalyste n'est jamais « identique à lui-même », il évolue par la progressive découverte de son propre inconscient et de la compréhension plus profonde des phénomènes de transfert et de leurs évolutions. Ceci explique la grande difficulté de comparer des cures entre elles, soit menées par des psychanalystes différents soit pour un même psychanalyste d'une période à l'autre.
Les indications de la psychanalyse ont été et sont l'objet de nombreux débats théoriques. Freud la concevait principalement pour les adultes névrosés, bien que, dès ses premières publications, il décrit un cas d'enfant (Le petit Hans, le père d'Hans  mène la cure et Freud n'intervient qu'à quelques reprises auprès de l'enfant). Les psychanalystes exploreront d'autres indications (psychoses, borderline, patients psychosomatiques ou enfants), ainsi la liste des indications ainsi que le dispositif évoluera considérablement au cours de l'histoire de la psychanalyse. La première de ces indications se constitue par le désir du patient de surmonter sa souffrance psychique et les modalités de son fonctionnement psychique. Ce désir peut se constituer, soit avant la première rencontre avec un psychanalyste soit se construire dans des rencontres préliminaires.

## Le cadre
La cure est organisée en séances selon un protocole et dans un cadre défini, au début de la cure, par l'analysant et l'analyste. Le cadre du déroulement de la cure est à définir : le temps, le lieu, ainsi que les paiements. Ces dimensions sont exposées clairement et discutées avant le début de la cure.

### Le temps
Durée
La durée des séances sont des variables fixes. Les séances ont lieu généralement à la fréquence de trois à quatre par semaine  et la durée des séances, soit de 40, soit de 50 minutes.
Selon Freud, « il faut impérativement fixer une heure déterminée. Chacun de mes malades se voit attribuer une heure disponible de ma journée de travail ; cette heure lui appartient ».
Scansion
Pour les lacaniens, une séance peut être interrompue par l'analyste quand il le juge opportun. La "scansion" aurait pour lui une valeur interprétative ou celle d'une ponctuation comme coupure qui interromprait une surcharge de sens et qui remet en question la volonté narcissique du moi et de ses leurres. Cette position des lacaniens a fait et fait l'objet d’importantes controverses. Concept technique proposé par Jacques Lacan, la scansion des séances, ainsi que la passe sont devenues le propre des psychanalystes lacaniens. La « scansion » consiste en une pratique de la fin de séance pensée comme ponctuation afin de souligner un dire du sujet, une manifestation de l'inconscient. Cette scansion est un acte du psychanalyste. C'est de cette pratique que découle le fait que les durées des séances chez le psychanalyste lacanien puissent varier de façon importante et tendent en tout cas à ce que celles-ci soient plutôt courtes. Cette pratique a introduit la scission entre les psychanalystes de l'API et ceux se réclamant de Lacan.[réf. souhaitée]

### Le lieu
Les séances ont lieu au cabinet de l'analyste.
Le patient s'allonge sur un divan, il ne voit pas son analyste. Ce dispositif, inauguré par Freud, permet de valoriser l'expression verbale, moyen privilégié d'une prise de conscience et d'une perlaboration inhérents au processus psychanalytique. L'utilisation du dispositif face à face est utilisable en psychothérapie psychanalytique lorsqu'il est plus adapté aux possibilités du patient.
Nathan Kravis montre que la tradition du discours couché n'a pas été inventée par Freud, mais qu'elle remonte à la Grèce antique, où les invités étaient assis sur des canapés au symposium (un rassemblement pour les hommes de la classe supérieure pour discuter de philosophie et boire du vin), et Convivium romain (un banquet au cours duquel les hommes et les femmes se sont couchés ensemble). De lit en banquette, en canapé, en chaise longue, en sofa, Kravis raconte comment le divan est devenu une icône de la connaissance de soi et de l'autoréflexion, ainsi qu'un site de plaisir, d'intimité, de transgression et de guérison.

### Les honoraires
Selon Freud, les honoraires doivent être suffisamment élevés pour que le patient accorde une valeur subjective à sa cure. Ils sont donc fixés au cas par cas, proportionnellement aux moyens de l'analysant.
Le paiement doit se faire en liquide pour des raisons symboliques et thérapeutiques : l'aspect concret de l'argent liquide lui permet d'être intimement relié à de nombreux motifs inconscients que la cure vise à rendre conscients afin qu'ils puissent y être élaborés. Selon les habitudes, la séance doit soit être payée lors de la dernière du mois soit, essentiellement pour les lacaniens, « sur le champ » dans l'idée que l'analysant est libre de venir ou de ne pas revenir. Les séances manquées sont dues.[réf. souhaitée] Toutefois, selon le fisc français, les analystes utiliseraient le paiement en liquide pour déclarer des revenus deux à trois fois inférieurs à la réalité.

## Règles fondamentales
Le travail de la cure doit respecter quatre règles fondamentales.

### Association libre
Cette section ne s'appuie pas, ou pas assez, sur des sources secondaires ou tertiaires indépendantes du sujet.

Pour l'améliorer, ajoutez-en, ou placez des modèles {{Source secondaire souhaitée}} ou {{Source secondaire nécessaire}} sur les passages mal sourcés. (mars 2021)
La psychanalyse est une cure par la parole. La règle de l'association libre est le principe que le patient peut et doit dire à l'analyste tout ce qui lui vient à l'esprit pendant la séance, mots, idées, sentiments, images, ressentis corporels tels qu'ils viennent, sans omettre ce qui parait de peu d'importance, inconvenant ou bien ou mal intentionné à l'égard de l'analyste.

« Une chose encore et avant que vous ne commenciez. Votre récit doit différer, sur un point, d'une conversation ordinaire. Tandis que vous cherchez généralement, comme il se doit à ne pas perdre le fil de votre récit et à éliminer toutes les pensées, toutes les idées secondaires qui gêneraient votre exposé et qui vous feraient remonter au déluge, en analyse vous procédez autrement. Vous allez observer que, pendant votre récit, diverses idées vont surgir, des idées que vous voudriez bien rejeter parce qu'elles ont passé par le crible de votre critique. Vous serez alors tenté de vous dire : « ceci ou cela n'a rien à voir ici » ou bien : « telle chose n'a aucune importance » ou encore : « c'est insensé et il n'y a pas lieu d'en parler ». Ne cédez pas à cette critique et parlez malgré tout, même quand vous répugnez à le faire ou justement à cause de cela. Vous verrez et comprendrez plus tard pourquoi je vous impose cette règle, la seule d'ailleurs que vous deviez suivre. Donc, dites tout ce qui vous passe par l'esprit. Comportez-vous à la manière d'un voyageur qui assis près de la fenêtre de son compartiment, décrirait le paysage tel qu'il se déroule à une personne placée derrière lui. Enfin, n'oubliez jamais votre promesse d'être tout à fait franc, n'omettez rien de ce qui pour une raison quelconque, vous paraît désagréable à dire (...) »

— Freud, La technique psychanalytique, Presses universitaires de France, 2007  (ISBN 2130563147)

### Neutralité
L'engagement du psychanalyste repose sur le principe intangible de « la neutralité et la bienveillance ». Il n'a ni à être le « maître à penser » (il n'est ni philosophe ni gourou) ni le maître des pensées de ses patients. « Son rôle plus modeste et plus noble à la fois, c'est celui d'un élément extérieur mais profondément humain de liaison et de compréhension destiné à réconcilier le sujet avec lui-même et ses objets, à travers une originalité profonde et authentique recouvrée. ».

### Règle d'abstinence
La règle d'abstinence comporte deux versants : dans la cure et hors de la cure. Dans la cure cette règle interdit tout passage à l'acte visant à la décharge pulsionnelle : les désirs amoureux et/ou agressifs doivent être parlés et non agis. Cette règle s'applique de fait aussi bien à l'analysant qu'à l'analyste qui ne peut intervenir dans la réalité de la vie de l'analysant. En particulier, toute dérogation à cette règle par l'analyste signifie une rupture du contrat analytique.

### Règle de l'attention flottante
La règle de l'attention flottante interdit à l'analyste de diriger l'attention vers un mot ou phrase du discours de l'analysant. Tout ce que dit celui-ci doit être perçu avec la même importance et n'acquérir une importance particulière que dans le déroulement de la séance.

## Analysant et analyste
Le patient est parfois appelé « analysant » et le thérapeute « analyste ». Le mot « analysant » introduit par Jacques Lacan, souligne le rôle central et actif du patient. C'est en effet l'analysant qui parle en se soumettant à la règle de l'association libre

### Transfert et contre-transfert

#### Particularités clinico-théoriques de Lacan et ses élèves
Pour Lacan, la question du contre-transfert diverge de celle des approches freudienne ou kleinienne classiques. Il le voit avant tout comme une résistance personnelle du psychanalyste bloquant le travail de l'analysant. C'est pour cela qu'il abandonne ce terme pour celui de « désir du psychanalyste ».

## Fin de l'analyse
Cette section ne s'appuie pas, ou pas assez, sur des sources secondaires ou tertiaires indépendantes du sujet.

Pour l'améliorer, ajoutez-en, ou placez des modèles {{Source secondaire souhaitée}} ou {{Source secondaire nécessaire}} sur les passages mal sourcés. (mars 2021)
- L'analyse se termine lorsque le refoulement a été suffisamment levé pour raisonnablement pouvoir penser que la névrose ne reprenne pas ses droits. Mais, note-t-il, ceci vaut pour des conditions normales, une situation traumatique pouvant par exemple tout de même compromettre la santé (Cf. Réaction thérapeutique négative).
- Sándor Ferenczi s'étant plaint que dans sa cure l'analyse du transfert n'ait pas été jusqu'à son terme, le transfert négatif n'ayant pas été traité, Freud répond (sans mentionner qu'il s'agit de lui et de Ferenczi), que ce conflit n'était pas alors en vigueur. L'analyse ne peut traiter que les conflits au présent, conséquences de l'élaboration d'un traumatisme passé. Elle ne peut anticiper sur de futurs conflits qui ne s'étaient pas alors présentés. Si l'analyste les évoque, l'analysant ne l'entendra pas. Si l'analyste voulait provoquer ce conflit, ce qui poserait un large problème déontologique, alors le conflit ne serait pas traitable, puisque pas élaboré - et le moi dépenserait toute son énergie à travailler ce nouveau conflit plutôt qu'à l'analyse. Freud recommande donc de s'en tenir à la seconde règle fondamentale, quitte à ne pas analyser ce qui ne peut l'être.
- L'analyse vise-t-elle la santé psychique, l'analysé accédant, par l'analyse, à ce que les autres ont élaboré sans aide, ou l'analyse vise-t-elle à former un analysé aux capacités d'introspection (insight) supérieures à la normale ? Là encore il s'agirait d'une question en discussion.
- Toute névrose possède également un noyau psychotique

 (W.R. Bion parle de la partie psychotique de la personnalité), supposée par Freud inanalysable.

## Évolutions
La psychanalyse évolua d'abord du temps de Freud. Elle reconnut dans un premier temps le transfert comme s'opposant à la progression de la cure. De plus, celle-ci semblait restreinte aux névroses. Puis, le transfert sera reconnu comme fondant une névrose de transfert analysable et utile. Le contre-transfert, de même, apparaît d'abord comme un obstacle puis se manifeste de plus en plus comme un outil dont dispose l'analyste. Les évolutions de l'analyse dépendent notamment d'analystes autres que Freud.

### Analyse des enfants
Anna Freud et Melanie Klein établissent la psychanalyse de l'enfance, suscitant un débat dès 1927, sur la question de décider s'il s'agissait d'une adaptation de l'analyse et de ses objectifs ou d'une transposition.

### «Analyse active» et «analyse mutuelle»
Sándor Ferenczi, Otto Rank, Wilhelm Stekel proposent, chacun à leur manière et avec des pratiques singulières, une technique dite active.[réf. souhaitée] La neutralité bienveillante qui est déjà un concept dont l'énoncé est paradoxal[réf. souhaitée], y est mise entre parenthèses en faveur d'une technique plus active (interventions fréquentes, éventuels conseils, manifestations «amicales», etc.).
Ferenczi, quant à lui, ne reculait pas devant les injonctions et les interdictions qu'il donnait à certains de ses patients, notamment alcooliques et toxicomanes. Sándor Ferenczi a encore été l'expérimentateur de l'analyse mutuelle technique à laquelle il renoncera. Les raisons de ces modifications du cadre, soit visent à raccourcir la durée de la cure soit à la rendre plus accessible pour des patients qui souffriraient trop d'une règle d'abstinence trop stricte.[réf. souhaitée] Malgré la tentative malheureuse de Freud dans sa cure de l'Homme aux loups, Rank et Steckel ont aussi suggéré de fixer un temps limite de la cure. Ces tentatives parfois maladroites, discutables et contestables ont été faites la plupart du temps pour accélérer le travail psychothérapeutique dans une visée de "guérison" des symptômes. Freud les a réprouvées parce qu'il considérait que rien ne pourrait remplacer une cure type et que toutes tentatives d'activer le processus psychanalytique était vouée à l'échec. Il pensait aussi que l'engagement personnel de Ferenczi dans ses traitements était trop marqué et surtout pas très pertinent au vu des résultats qu'il produisait. Plus personne ne songerait aujourd'hui à les utiliser telles quelles mais on en retrouve la trace dans les techniques des psychothérapies psychanalytiques adaptées à des patients comme les cas-limites, etc.[réf. souhaitée]

## Évaluation: cure psychanalytique et psychothérapies
La question de l'évaluation des différentes psychothérapies est posée ainsi que celle des agents du succès d'une cure. Des études sont en cours et les conclusions amènent le concept de l'alliance comme facteur prédictif essentiel et indépendant du modèle de référence.
L'étude de 2004 de l'INSERM retirée du site par décision ministérielle est aussi remise en question par quelques-uns des participants, notamment par le psychiatre Jean-Michel Thurin qui préconise d'engager la question sous un angle différent. Des recherches sont en cours sous un autre angle. Le sujet n'est pas facile à traiter, l'angle qualitatif ne serait pas pris en compte. En plus de Jacques Lacan, Thomas Szasz a écrit sur les rapports entre éthique et psychanalyse.
Le psychiatre Édouard Zarifian considère que si « La théorie psychanalytique demeure, encore aujourd’hui, la description la plus satisfaisante de l’organisation de la vie psychique. Elle permet une évaluation de la structure de la personnalité et de la dynamique des énergies qui animent la vie psychique d’un individu. ». Il dénie, en revanche, toute valeur à la cure psychanalytique comme thérapie.

« Une autre revendication de la psychanalyse est d’être un outil thérapeutique. C’est là que le bât blesse le plus. Si c’était vrai, depuis plus de cent ans, cela finirait par se savoir […] [La cure psychanalytique] ne constitue pas à proprement parler une thérapeutique. C’est même, parmi les différentes formes de psychothérapies, celle qui s’en éloigne le plus. »

— Édouard Zarifian,  Les Jardiniers de la folie, 1988, p. 162.